# Phénylbutazone
La phénylbutazone (Butazolidine) est un anti-inflammatoire non stéroïdien (AINS) (produit par Novartis jusqu'au 31 décembre 2011) destiné à l'Homme et à certains animaux, dont les chevaux.

## Chez l'Homme
La phénylbutazone a autrefois été autorisée (depuis 1997 en France) chez l'Homme pour soulager des patients victimes de : 
- poussées aiguës de rhumatismes abarticulaires (périarthrite scapulohumérale, tendinites, bursites), d'arthrites microcristallines, dont la goutte notamment) ;
- radiculalgies sévères.

Elle est restée indiquée contre certains rhumatismes inflammatoires chroniques (dont la spondylarthrite ankylosante) ou des syndromes apparentés (exemples : syndrome oculo-urétro-synovial ou rhumatisme psoriasique). Seules ces dernières indications restaient remboursables depuis 2006.
Ce produit n'est plus recommandé pour un usage humain car il peut causer des effets indésirables graves tels que la suppression de la production de globules blancs et provoquer des cas d'anémies aplasiques.

En France, un avis défavorable au remboursement (SMR insuffisant) avait déjà été rendu en janvier 2006. 
La Haute Autorité de santé a préconisé (en avril 2011) l'abandon de son remboursement par la sécurité sociale : « Compte tenu de sa mauvaise tolérance, en particulier de son risque hématologique grave, son rapport efficacité/effets indésirables est moins favorable que celui des alternatives thérapeutiques ».

## Médicament vétérinaire
Principalement destinée aux chevaux, la phénylbutazone est communément utilisée comme :
- analgésique : elle est destinée à soulager la douleur causée par diverses infections et par certains troubles musculosquelettiques, y compris les entorses, les blessures dues au surmenage, tendinites, arthralgies, arthrite, et la fourbure. Comme les autres AINS, elle agit directement sur les tissus musculosquelettiques pour contrôler l'inflammation, réduisant ainsi les dommages inflammatoires secondaires, soulageant la douleur et rétablissant l'amplitude de mouvement. Elle ne guérit pas les maladies musculosquelettiques, ni ne soulage la douleur des coliques ;
- antipyrétique : on la prescrit aussi pour réduire la fièvre, mais avec le risque que ses qualités antipyrétiques masquent d'autres symptômes. Elle ne devrait donc pas être administrée à cet effet, sauf si un vétérinaire a conclu que le cheval ne serait pas capable de manger ou boire sans son utilisation ou que la fièvre pourrait entraver la guérison du cheval.

### Chez les chiens
La phénylbutazone est parfois utilisée chez les chiens pour la gestion à long terme de douleurs chroniques, en particulier due à l'arthrose qui touche environ 20 % des chiens adultes, ce qui fait de la gestion de la douleur musculosquelettique une composante majeure de la pratique vétérinaire concernant les animaux de compagnie.
Pour tous les AINS, la marge de sécurité est réputée être étroite chez le chien, et les autres AINS sont plus communément utilisés (étodolac, et carprofène (en) notamment). Des médicaments gastro-protecteurs tels que le misoprostol, la cimétidine, l'oméprazole, la ranitidine, ou le sucralfate sont souvent inclus dans le cadre d'un traitement par un AINS. 

Les chiens recevant un traitement chronique à la phénylbutazone devraient faire l'objet d'un suivi par analyses de sang régulières avec surveillance de leur fonction rénale.
Les effets secondaires de la phénylbutazone chez les chiens incluent l'ulcère gastro-intestinal, des problèmes de moelle osseuse, des éruptions cutanées, des malaises, des troubles sanguins, et une diminution du débit sanguin rénal.

### Phénylbutazone et courses hippiques
En 1968, lors du Kentucky Derby, Dancer's Image (en) (cheval monté par le jockey Bobby Ussery et propriété d'un éminent homme d'affaires, Peter Fuller, du Massachusetts), le vainqueur de la course fut disqualifié après que l'on eut trouvé des traces de phénylbutazone dans une analyse d'urine faite après la course. C'est le seul cas d'un cheval vainqueur puis disqualifié dans le Kentucky Derby. La phénylbutazone était autorisée sur la plupart des champs de course des États-Unis, mais n'avait pas été en 1968 encore approuvée par le Churchill Downs. Une controverse et des spéculations entourent encore cet incident car dans les semaines précédant la course, Peter Fuller avait donné ses gains précédents à Coretta Scott King (veuve du militant des droits civiques assassiné, Martin Luther King, Jr.), ce qui avait suscité l'éloge des uns mais aussi la critique d'autres. Quarante ans plus tard, Fuller estime encore que son cheval a été disqualifié en raison de ces événements,.

## Cancérogénicité?
Des avis contradictoires ont été fournis concernant une éventuelle cancérogénicité de ce produit sur le modèle animal, mais il n'y a pas à ce jour de preuve d'un caractère cancérogène chez l'Homme aux doses thérapeutiques :
- Maekawa et al. (1987) n'ont pas trouvé d'augmentation d'incidence du cancer chez des rats Donryu nourris durant plus de deux ans avec un régime contenant 0,125 % ou 0,25 % de phénylbutazone[9] ;
- cependant, Kari et al. (1995) ont constaté un type rare de cancer du rein chez le rat (13 sur 100) et une augmentation du taux de cancer du foie chez les rats mâles nourris avec ajout de 150 et 300 mg·kg-1 de poids corporel de phénylbutazone pendant deux ans[10] ;
- Tennant (1993) considère la phénylbutazone comme non-mutagène[11] ;
- Kirkland et Fowler (2010) notent que, bien que la phénylbutazone ne soit pas identifiée comme mutagène par un logiciel informatique qui simule l'interaction chimique avec de l'ADN[12], une étude en laboratoire a montré que la phénylbutazone a subtilement modifié la structure des chromosomes de cellules de moelle osseuse de souris[13] ;
- pour Kirkland et Fowler (2010), les effets théoriques cancérogènes de la phénylbutazone chez l'homme ne peuvent être étudiés car les patients ayant reçu ce médicament n'ont été exposés qu'à des doses inférieures à celles produisant des effets visibles (<1 mmol) ;
- enfin, selon l'Agence internationale de l'Organisation mondiale de la Santé pour la recherche sur le cancer (CIRC) (en 1987), les preuves d'effets sont insuffisantes pour classer ce produit comme cancérogène certain pour l'Homme[14].

## Interactions et synergies
Ce médicament pourrait agir en synergie avec d'autres médicaments anti-inflammatoires également sources d'ulcères gastro-intestinaux (dont les corticostéroïdes et les autres AINS) en pouvant donc potentialiser le risque d’hémorragie. 
Utilisé en combinaison avec des anticoagulants (dérivés de la coumarine en particulier), il augmente également le risque de saignement. 
Il ne doit pas être associé à d'autres médicaments hépatotoxiques.
La phénylbutazone peut affecter les concentrations sanguines et la durée d'action de la phénytoïne, de l'acide valproïque, des sulfamides, des antidiabétiques sulfonylurées, des barbituriques, de la prométhazine, de la rifampicine, de la chlorphéniramine, de la diphenhydramine et de la pénicilline.

## Toxicologie et alimentation
Ce médicament interdit dans l'alimentation en Europe a été médiatisé à l'occasion de la fraude à la viande de cheval de 2013, comme ayant été trouvé au Royaume-Uni par des inspections vétérinaires, dont sur trois carcasses de cheval vendues sur le marché français, ce qui a été nié puis reconnu par le ministère français de l'Agriculture (23 février 2013). Selon un porte-parole du ministère de l'Agriculture, l'alerte britannique est intervenue trop tard. Ces carcasses, arrivées en janvier, « avaient [déjà] été transformées ». Selon le système européen d'alerte rapide pour les denrées alimentaires et les aliments pour animaux (RASFF), il y a eu 9 alertes de ce type en 2012 et 2013, dont 3 le 19 février 2013. En réalité, le nombre de carcasses en contenant est bien plus élevé : 6 % des carcasses chevalines testées en 2012 au Royaume-Uni étaient positives à la phénylbutazone. Comme 9 000 chevaux environ sont tués par les abattoirs du Royaume-Uni, presque tous envoyés en France pour y être mangés, il devrait y avoir environ 540 carcasses contaminées reçues en France en 2012. L'Agence anglaise des normes alimentaires (Food Standards Agency ou FSA), chargée de la sécurité alimentaire, impose depuis fin janvier 2013 un test rapide de détection de la phénylbutazone (résultats en 48 heures, contre 15 jours auparavant) pour chaque carcasse et non plus un échantillonnage au hasard.